# Tren vestibulado
Un tren vestíbulado es un tipo de tren de pasajeros cuyos coches poseen en sus extremos una zona específica de paso y de acceso aislada, en contraste con las plataformas abiertas inicialmente utilizadas. Por lo general, un vestíbulo tiene puertas a ambos costados para permitir la entrada y salida de los pasajeros en las estaciones, una tercera puerta en el tabique que lo separa del resto del coche, y una cuarta puerta en el acceso al coche siguiente, con el que se conecta mediante un fuelle flexible.

## Historia
El primer tren con vestíbulo se introdujo el 15 de junio de 1887, en el viaje inaugural del Pensilvania Limited del Ferrocarril de Pensilvania, precursor del famoso Broadway Limited.
El vestíbulo de los coches de tren como concepto se probó en varias formas primitivas durante la última parte del siglo XIX, pero la primera forma viable fue inventada por H. H. Sessions y su personal en la Pullman Car Works de Chicago. La patente de Sessions fue impugnada, y durante el litigio quedó reducida al mecanismo de resorte de su diseño. Pero un litigio adicional promovido por Pullman logró modificar las sentencias anteriores.

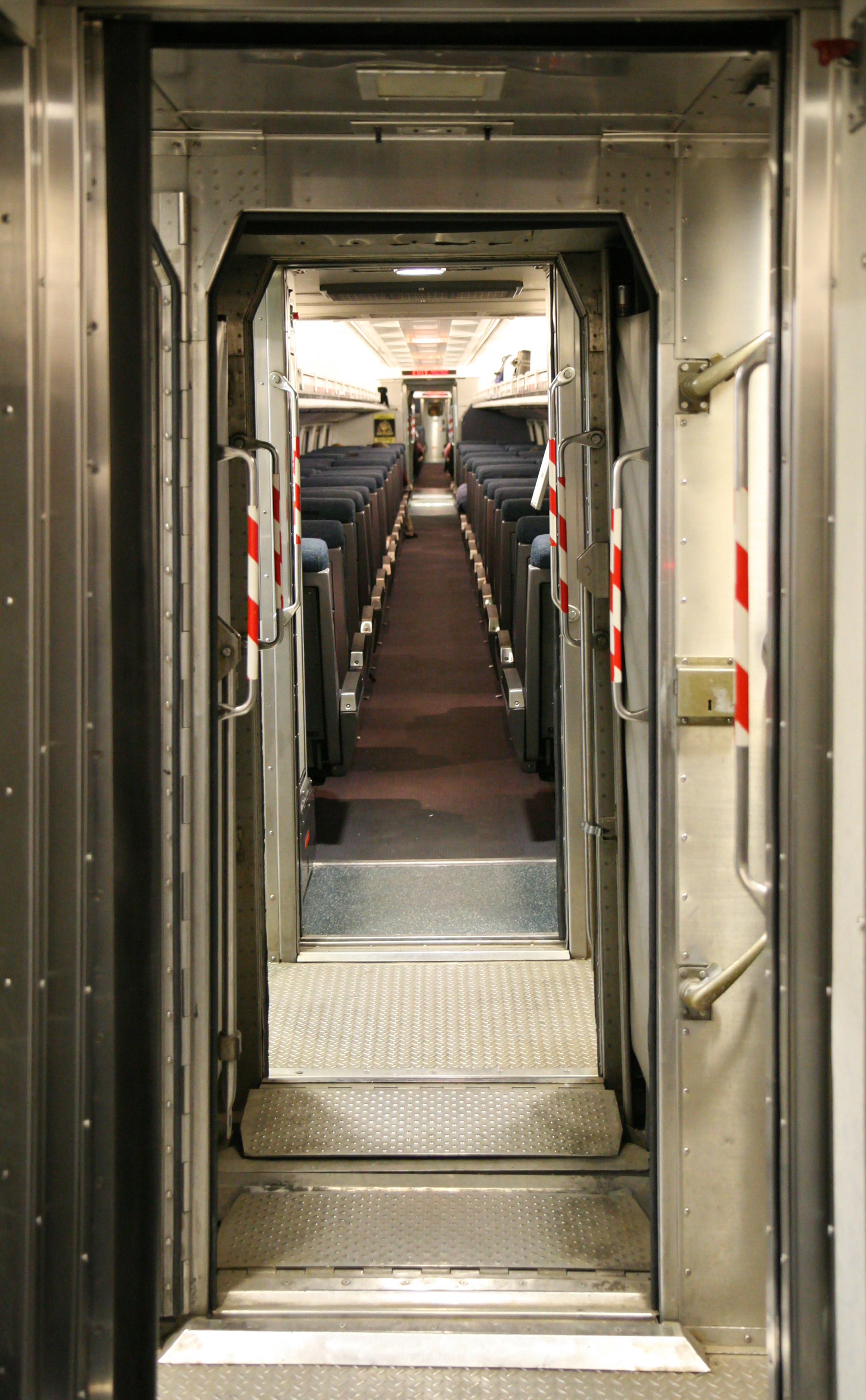
Vestíbulo de un coche Amfleet I fabricado por la Budd Company

Antes del desarrollo de los vestíbulos, el paso entre los coches cuando un tren estaba en marcha era peligroso (implicaba pasar por encima de una plataforma móvil que se balanceaba sin nada a cada lado excepto unas barandillas protectoras formadas por unas cadenas) y desagradable, debido a la exposición a la intemperie, y también al hollín, las brasas y las cenizas volantes arrojadas por la chimenea de la locomotora de vapor que arrastraba el tren. Como la mayoría de los pasajeros estaban confinados en un solo vagón durante el viaje, los trenes tenían paradas regulares para comer integradas en sus horarios, y los coches habilitados para dormir comodamente en ellos eran poco comunes. La introducción del tren con vestíbulo a fines del siglo XIX dio lugar a la aparición de los coches restaurante y a otros espacios especializados.

"Durante las décadas de 1880 y 1890, el eslogan "tren con vestíbulo" era un término mágico para los departamentos de publicidad de los ferrocarriles en todas partes. Más importante aún, este desarrollo condujo a la existencia el "tren" en el sentido que lo conocemos hoy, que ya no sería una serie de vagones acoplados juntos de los que se tiraba a la vez, sino una unidad continua para el uso de las personas... Se desarrolló una forma completamente nueva de pensar sobre los viajes en tren. Se podía comer y dormir en los trenes y [llegar] en una fracción del tiempo anterior."

Los coches con vestíbulo permitieron el desarrollo de trenes de lujo durante la época dorada de los viajes en tren, trenes como el Overland Limited (1890) del Union Pacific, el Pensilvania Limited del Ferrocarril de Pensilvania (más tarde renombrado como Pensilvania Special y después Broadway Limited), y el 20th Century Limited (1902) del New York Central. El Crescent del Ferrocarril del Sur se introdujo en 1891 con el nombre de Washington and Southwestern Vestibuled Limited, y es ampliamente conocido como The Vestibule porque fue el primer tren al sur de Washington equipado con vestíbulos durante todo el año.